# Grunion (U-Boot)
Die USS Grunion (SS-216) war ein U-Boot der United States Navy, welches im Zweiten Weltkrieg auf dem pazifischen Kriegsschauplatz zum Einsatz kam. Das U-Boot, benannt nach der Fischart Grunion, gehörte der Gato-Klasse an und wurde als 12. Einheit dieses Typs fertiggestellt. Es war die einzige Einheit der US-Marine, die bislang diesen Namen trug. Die Grunion wurde am 1. März 1941 auf der Werft der Electric Boat Corporation in Groton (US-Bundesstaat Connecticut) auf Kiel gelegt, lief am 22. Dezember 1941 vom Stapel und wurde schließlich am 11. April 1942 in Dienst gestellt. Das U-Boot geriet bereits auf seiner ersten Feindfahrt mit der gesamten Besatzung in Verlust, wobei die genauen Gründe lange Zeit unklar blieben und das Boot als verschollen galt. Erst 2006 wurde das Wrack der Grunion nahe Kiska Island gefunden. Erster (und zugleich letzter) Kommandant des U-Bootes war Lieutenant Commander Mannert Lincoln Abele.

## Dienstzeit
Nach der Indienststellung und dem Abschluss der Probefahrten in den Gewässern vor New London (Connecticut) am 18. Mai 1942 – hierbei wurden Tauchtests bis zu einer Tiefe von 315 Fuß (rund 96 Meter) durchgeführt, wobei es aber zu kleineren Wassereinbrüchen kam, was nachfolgend einen mehrtägigen Werftaufenthalt notwendig machte –, verlegte die Grunion ab dem 24. Mai 1942 nach Pearl Harbor. Die Fahrt führte zunächst entlang der Ostküste der Vereinigten Staaten nach Süden und via der Bahamas, Anfang Juni 1942 wurde der Panamakanal passiert.
Auf diesem Verlegungsmarsch in Richtung des Kanals rettete das U-Boot dabei am 31. Mai 1942 rund 120 Seemeilen südwestlich von Port-Salut (Haiti) 16 Überlebende des US-Army-Transportschiffes (USAT) Jack (2.622 BRT), das bereits am 27. Mai 1942 von dem deutschen U-Boot U 558 versenkt worden war. Die Grunion suchte danach noch einen Tag erfolglos nach weiteren Überlebenden. Die Geretteten wurden am 3. Juni 1942 auf der US-U-Boot-Basis Coco Solo an Land gesetzt und das U-Boot passierte im Anschluss den Panamakanal. Am 20. Juni 1942 traf die Grunion in Pearl Harbor ein und wurde, als Teil der Task Group 7.8.7, dort der Submarine Squadron (Subron) 4 der US-Pazifikflotte zugeteilt.

## Erste Feindfahrt und Verlust
Am 30. Juni 1942 brach die Grunion zur ersten Feindfahrt auf, die Unternehmung sah Operationen gegen den japanischen Schiffsverkehr sowie Aufklärungsaufgaben im Seegebiet der westlichen Aleuten vor. Ab dem 10. Juli operierte das U-Boot dabei in den Gewässern vor Kiska Island. Hierbei gelangen dem U-Boot zwei Erfolge:
- 15. Juli 1942: Torpedierung und Versenkung der beiden japanischen U-Boot-Jäger Ch-25 und Ch-27 (je 438 ts) etwa drei Seemeilen nordnordöstlich von Kiska Island[2]. Die beiden Schiffe fuhren in einem Verband von insgesamt drei U-Boot-Jägern (das dritte Fahrzeug, Ch-26, erlitt durch einen Torpedofrühdetonierer leichte Schäden), wobei Lieutenant Commander Abele aber irrtümlich davon ausging, einen Verband von Zerstörern vor sich zu haben. Obgleich Ch-26 die Untergangsstellen absuchte, konnten keine Überlebenden gefunden werden[3] (im Normalfall befanden sich bis zu 70 Mann an Bord der Einheiten dieser U-Jäger-Klasse).

Im Anschluss operierte die Grunion weiter im Seegebiet um Kiska. Eine letzte Positions- und Lagerückmeldung des U-Bootes erfolgte am 30. Juli 1942. In dieser wurde erwähnt, dass es im betreffenden Seegebiet starke U-Jagd-Aktivitäten der japanischen Marine geben würde und dass der Bestand an Torpedos auf zehn abgesunken sei. Die Grunion erhielt daraufhin den Befehl, gemeinsam mit drei weiteren US-U-Booten, die ebenfalls vor den Aleuten operierten, zwecks Versorgung nach Dutch Harbor zu verlegen. Das U-Boot traf jedoch nie in Dutch Harbor ein, auch weitere Funkmeldungen erfolgten nicht mehr. An Bord der Grunion fanden Lieutenant Commander Abele und alle 69 Besatzungsangehörige den Tod, es gab keine Überlebenden. Am 2. November 1942 wurde das Boot aus dem Flottenregister gestrichen.

## Ursachenforschung
Für mehr als 60 Jahre blieb unklar, was den Verlust der Grunion verursacht hatte und wo sich das Wrack befand. Das U-Boot galt nachfolgend mit der gesamten Crew als verschollen und wurde von der United States Navy am 5. Oktober 1942 offiziell für als in Verlust geraten eingestuft (irrtümlicherweise wird dieses Datum teils als eigentliches Verlustdatum genannt). (Nach anderen Quellen soll die Verlustbestätigung seitens der US-Marine bereits am 16. August 1942 erfolgt sein.) Da die letzten Meldung der Grunion vom 30. Juli 1942 stammte und sich das U-Boot zu dieser Zeit vor den westlichen Aleuten aufhielt, wurde in Erwägung gezogen, dass das U-Boot eventuell von dem japanischen U-Boot  I 25 (unter Kaigun-Shōsa Tagami Meiji), das zeitweise vor der Westküste der Vereinigten Staaten operierte, torpediert und versenkt worden sein könnte. Diese Vermutung wurde jedoch verworfen, da sich I 25 zum (möglichen) Verlustzeitpunkt der Grunion Ende Juli 1942 bereits wieder in Japan befunden hatte. Weitere Spekulationen über die Verlustursache beinhalteten, dass das U-Boot aufgrund einer Tauchpanne oder infolge eines Kontaktes mit einer treibenden Seemine gesunken sein könnte. Durch Zufall ergab sich im Jahr 1998 eine erste Spur, als der US-amerikanische Marinehistoriker Lieutenant Colonel Richard Lane in den Besitz mehrerer Bilder und mit japanischen Schriftzeichen versehenen Zeichnungen kam, die das Wrack des japanischen Transporters Kano Maru (8.572 BRT) zeigten, der nach einem Torpedotreffer am 31. Juli 1942 vor der Küste von Kiska Island auf Grund gesetzt worden war. Lane veröffentlichte diese Skizzen auf einer japanischen Website für Marinegeschichte und bat um Unterstützung beziehungsweise das Verifizieren der Dokumente. Hierauf wurde er von dem japanischen Marinehistoriker Iwasaki Yutaka kontaktiert, der nicht nur die Echtheit der Zeichnungen bestätigte, sondern der anhand einer handgefertigten japanischen Skizze, die das Gefecht der Kano Maru mit einem U-Boot am 31. Juli 1942 beschrieb, auch angab, dass er wisse, was mit der Grunion geschehen sei.

Demnach habe die getaucht laufende Grunion am 31. Juli 1942, um 05:47 Uhr, die einzeln fahrende Kano Maru, die in der Nacht zuvor im Nebel den Kontakt zu ihrer Eskorte verloren hatte, nordöstlich von Kiska Island beziehungsweise etwa zehn Seemeilen nördlich von Segula Island mit einem Torpedofächer attackiert und einen Torpedotreffer erzielt, der den Steuerbordmaschinenraum aufriss (wobei zwei Besatzungsangehörige starben) und das Schiff zum Stoppen zwang. Zwei weitere Torpedoangriffe blieben infolge eines Versagens der Zündvorrichtungen der Torpedos erfolglos, worauf Lieutenant Commander Abele den Befehl zum Auftauchen gab, um das Schiff mit dem Deckgeschütz zu versenken (etwa gegen 05:57 Uhr). Die Kano Maru war jedoch selbst mit zwei alten 8-cm-Marinegeschützen sowie mehreren Maschinengewehren bewaffnet und erwiderte das Feuer des achteraus passierenden US-U-Bootes, wobei insgesamt 84 Schüsse aus den 8-cm-Bordgeschützen abgegeben wurden. Obwohl allem Anschein nach keine Treffer auf der Grunion erzielt wurden, tauchte das U-Boot erneut, um sich der unerwartet heftigen Gegenwehr zu entziehen und um einen neuerlichen Torpedoangriff auszuführen. 

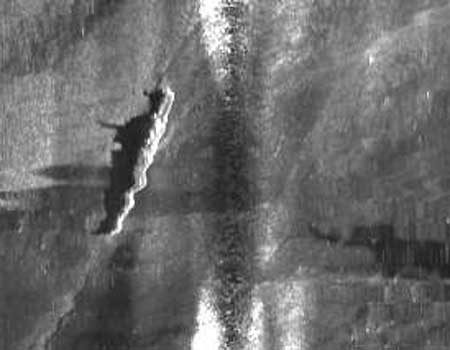
Sonarbild des Wracks der Grunion (2007).

Auch wenn mit allerletzter Sicherheit nicht gesagt werden kann, was danach geschah, so ist die Theorie, die am ehesten akzeptiert wird, jene, wonach das U-Boot gegen 06:07 Uhr erneut einen Fächer aus drei Torpedos abfeuerte und dass einer dieser Torpedos als Kreisläufer (die beiden anderen Torpedos trafen nach japanischen Angaben die Kano Maru, explodierten jedoch erneut nicht) zum U-Boot zurückkam und die auf Sehrohrtiefe laufende Grunion entweder am Turm oder im Vorschiff traf. Für den Fall, dass der Treffer am Turm erfolgte, wird davon ausgegangen, dass dieser Torpedo zwar ebenso nicht explodierte, aber ein Leck riss und das Periskop zerschlug. Die relativ unerfahrene Besatzung der Grunion könnte darauf die Kontrolle über das U-Boot verloren haben, welches unter die Zerstörungstauchtiefe absank und schließlich vom Wasserdruck zerquetscht wurde. Die zweite Möglichkeit wäre, dass der Torpedo das Vorschiff getroffen hatte und dort explodiert war, was zum Abbrechen der Bugsektion und zum raschen Sinken führte. Der Umstand, dass der abgerissene Bug später knapp einen halben Kilometer vom Rumpf entfernt gefunden wurde und dass das U-Boot starke Zerstörungen im Vorschiff aufwies, könnte die zweite Theorie stützen (s. u.). Die Unzuverlässigkeit der vom U-Boot eingesetzten 53,3-cm-Torpedos vom Typ Mark 14, von mindestens sieben abgefeuerten Torpedos explodierten mindestens vier trotz eines klar bestätigten Treffers nicht, war zu diesem Zeitpunkt berüchtigt (siehe hierzu Torpedoskandal). Neben einem vergleichsweise häufigen Versagen der Zündpistolen kam es zu mindestens 22 (bekannt gewordenen) Kreisläufer-Vorfällen bei diesem Torpedo-Typ, was ebenso die Theorie eines Treffers durch einen eigenen Torpedo untermauern könnte. 

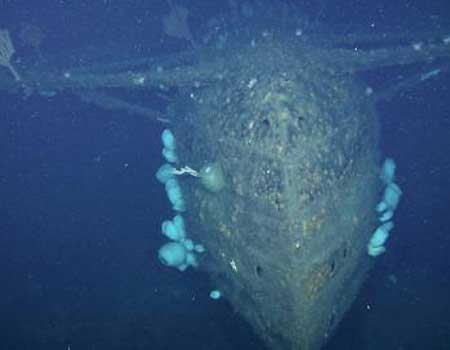
Aufnahme der Hecksektion des Wracks (2007).

## Die Suche nach dem Wrack
Der Kommandant der Grunion, Lieutenant Commander Abele, hinterließ zum Zeitpunkt des Verschwindens des U-Bootes seine Ehefrau, Catherine Abele, und die drei Söhne Bruce, Brad und John. Diese versuchten in den Jahrzehnten nach dem Ende des Zweiten Weltkrieges, das Schicksal ihres Vaters und des U-Bootes zu eruieren. Nachdem auf Initiative von Richard Lane die von Iwasaki Yutaka übermittelten Informationen zur Grunion auf der Homepage des COMSUBPAC (Commander, Submarine Force, U.S. Pacific Fleet – dem Befehlshaber der U-Boot-Streitkräfte der United States Pacific Fleet) veröffentlicht worden waren, wurde John Abele, der zum Zeitpunkt des Todes seines Vaters fünf Jahre alt war, auf diese aufmerksam und kontaktierte Iwasaki direkt. Dieser übermittelte ihm die Aufzeichnungen des Kapitäns der Kano Maru, Aiura Seiichi, in welchen auch die Position des Zusammentreffens zwischen dem U-Boot und dem Transporter genannt wurde. John Abele traf 2005 mit dem Ozeanographen und Unterwasserarchäologen Dr. Robert Ballard, der in den 1980er Jahren die Wracks der Titanic und der Bismarck gefunden hatte, zusammen. Ballard beriet Abele bei der Suche nach in der Tiefsee liegenden Wracks und empfahl, zunächst mit einem Schleppsonar die Suche einzuleiten. Die drei Brüder organisierten daraufhin im Sommer 2006 mit Hilfe der Firma Williamson & Associates, die sich unter anderem auf die Entnahme von Bohrproben in der Tiefsee spezialisiert hatte, eine Expedition zur Suche nach der Grunion. Zu diesem Zweck kam das mit einem entsprechenden Schleppsonar (side scan sonar) ausgestattete Fischereischiff Aquila zum Einsatz, wobei das Suchgebiet etwa 10.000 Quadratkilometer umfasste. Während dieser Expedition konnte am 16. August 2006 in der Nähe jener Koordinaten, wo das Gefecht laut der japanischen Angaben stattgefunden hatte, ein Objekt unter Wasser geortet werden, das hinsichtlich der Länge ungefähr der Grunion entsprach.
Eine Verifizierung des Fundes war allerdings noch nicht möglich, so dass im Sommer 2007 eine erneute Expedition zu dem Fund unternommen wurde, wobei dieses Mal ein ROV mitgeführt wurde. Mit diesem gelang es am 23. August 2007, erstmals direkte Aufnahmen des Wracks zu machen. Bei drei Tauchgängen konnte zwar kein Namenszug und auch keine Kennung am Wrack ausgemacht werden, allerdings wiesen die architektonischen Merkmale des Rumpfes sowie die Propelleranordnung eindeutig auf ein U-Boot der Gato-Klasse hin. Weiterhin zeigte sich, dass das Wrack teils beträchtliche Schäden aufwies, so fehlte ein etwa 15 Meter langes Segment des Vorschiffes vollständig (das auch zunächst nicht gefunden wurde), auch war das Oberdeck auf fast ganzer Länge eingebrochen; sehr wahrscheinlich ist dies eine Folge der Implosion durch den Wasserdruck, nachdem das U-Boot unter seiner Zerstörungstauchtiefe abgesunken war. Im Oktober 2008 bestätigte die United States Navy schließlich anhand der Bilder, dass es sich bei dem Wrack um die Grunion handelt. Der abgerissene Bug wurde erst 2018 bei einer weiteren Suchexpedition gefunden.
Das U-Boot liegt in knapp 1.000 Metern Tiefe (3.261 Fuß) am Fuße eines erloschenen Unterwasservulkans. Der Bug liegt in etwa 830 Metern Tiefe (2.713 Fuß) und rund einen halben Kilometer vom Rumpf entfernt.

## Traditionspflege
Während der Name Grunion bislang nur ein einziges Mal seitens der US-Marine vergeben wurde, wurde der Zerstörer Mannert L. Abele nach dem letzten Kommandanten des U-Bootes benannt. Dieses im Sommer 1944 in Dienst gestellte Schiff, eine Einheit der Allen-M.-Sumner-Klasse, geriet indessen ebenfalls in Verlust und sank 1945 während der Schlacht um Okinawa nach einem Kamikaze-Angriff.